# Die Toten bleiben jung (Roman)
Die Toten bleiben jung ist ein Gesellschaftsroman von Anna Seghers, der 1949 im Aufbau-Verlag Berlin erstmals erschien. Anna Seghers begann den Roman während ihres Exils in Mexiko und vollendete ihn nach ihrer Rückkehr nach Deutschland.
Der Roman bündelt die Lebensgeschichten unterschiedlicher Menschen in der Zeit zwischen 1918 und 1945. Alle im Roman vorkommenden Personen sind auf die eine oder andere Weise mit der Ermordung eines jungen Kommunisten verbunden und es entsteht auf diese Art und Weise ein Zeitbild, das sowohl die Geschichte der Täter und deren Angehörigen als auch die der Angehörigen des Opfers erzählt.

## Inhalt
Der junge Kommunist Erwin wird nach Straßenkämpfen im Zuge der Novemberrevolution verhaftet und von Reichswehroffizieren, die ihn zum Verhör nach Berlin bringen sollen, in einem Wald erschossen. Seine Freundin Marie wartet vergeblich auf ihn. Da sie von Erwin schwanger ist, heiratet sie später den Arbeiter Geschke, einen Mann, den sie nicht liebt, mit dem sie aber leben kann. Geschke weiß, dass das Kind Hans, das sie gebiert, nicht von ihm ist, akzeptiert es aber und zieht es auf. Martin, Erwins Freund, lernt später Hans kennen und freundet sich mit ihm an, ohne zu wissen, dass Hans der Sohn von Erwin ist. Er lernt ihn kennen, weil Marie Martin in einem Lokal als Freund Erwins wiedererkannte und Hans beauftragte, dessen Adresse herauszufinden.
Daneben wird die Geschichte der Offiziere und Mithelfer an der Ermordung Erwins erzählt. Hauptmann von Klemm, Offizier und Industriellensohn, gab den Auftrag zur Ermordung. Er wird später, als er seinen Chauffeur Becker, der ihm treu ergeben war, wegen einer Frau entlässt, zu dessen Opfer. Enttäuscht von der Entlassung, wandelt sich die Hingabe Beckers in selbstmörderischen Hass. Er steuert das Auto mit sich und Klemm in den Rhein. Leutnant von Wenzlow, Klemms Schwager, der Erwin auf Anweisung Klemms erschoss, macht in der Reichswehr Karriere. Leutnant Lieven, ein baltischer Emigrant, übt verschiedene Berufe aus, ehe er SS-Offizier wird. Der Soldat Wilhelm Nadler, ein Kleinbauer aus Mecklenburg, ist nach dem Krieg orientierungslos und schließt sich den Nationalsozialisten an. Auch die anderen am Mord Beteiligten kommen ums Leben: Nadler marschiert 1940 als Soldat in Frankreich ein und wird dort von einem Partisanen erschossen. Lieven wird 1944 in Litauen ebenfalls von Partisanen erschossen. Oberst von Wenzlow, gegen Kriegsende in einem Kessel in Polen eingeschlossen, erschießt sich, nachdem er Hans, der als Frontsoldat zur Desertation aufrief, dem Standgericht und der Hinrichtung auslieferte und in ihm sein früheres Mordopfer Erwin wiedererkannte.
Der Roman endet mit einer Szene, in der Emmi, die Geliebte von Hans und von ihm schwanger, mit seiner Mutter Marie gemeinsam einen Bombenangriff auf Berlin erlebt. Beide Frauen liegen einander gegenüber, das ungeborene Kind in Emmis Bauch zwischen sich.

## Thematik
Der Roman versucht einen Einblick zu geben, wie adlige, großbürgerliche, proletarische, bäuerliche und bürgerliche Schichten, oft nur indirekt verflochten in die Ermordung Erwins, versuchen, ihre privaten, gesellschaftlichen und finanziellen Probleme zu lösen. Die Entwicklung hin zum Nationalsozialismus wird so auf breiter gesellschaftlicher Basis thematisiert.

## Das Abbild der Klassengesellschaft
Als Tochter eines Kunsthändlers in Mainz hatte Anna Seghers Einblick in das Milieu des rheinischen Großbürgertums erhalten, und durch ihre politische Aktivität in späteren Jahren war ihr auch das Milieu der Arbeiterklasse vertraut. Deshalb konnte sie in diesem Roman ein breites Panorama der deutschen Gesellschaft in den Jahren 1918–1945 entwerfen. Der Krieg hatte Menschen aus verschiedenen Klassen zusammen geführt. So haben sich Klemm und Becker im Krieg angefreundet, und Becker glaubt, durch diese Freundschaft wäre der Klassengegensatz zwischen ihm und Klemm, dessen Chauffeur er im Frieden wird, überwunden. Er fühlt sich geehrt, als sein Herr seine Dienste auch dann in Anspruch nimmt, als dieser einen Grund für die Scheidung von seiner ersten Frau braucht. Becker belastet Klemms Frau mit seiner Aussage, aber gerade dieser Dienst führt zur Zerstörung seiner Illusion, denn die neue Frau fordert von Klemm die Entlassung seines Chauffeurs, und Becker wird entlassen. Sein Selbstmord, bei dem er gleichzeitig die Rache an seinem Herrn vollzieht, ist konsequent, denn nachdem die große Illusion seines Lebens zerstoben ist, hat das Leben für ihn keinen Sinn mehr.

## Verfilmung
Im Jahr 1968 wurde die Romanvorlage unter dem gleichen Titel als 112-minütiger DEFA-Fernsehfilm gedreht (Regie: Joachim Kunert; Hauptdarsteller: Barbara Dittus als Marie, Günter Wolf als Geschke, Klaus-Peter Pleßow als Hans, Klaus Piontek als Martin, Harry Pietzsch als Brauns). Wesentliche Passagen des Romans sind dabei allerdings gekürzt oder gestrichen worden.

## Ausgabe
- Anna Seghers: Die Toten bleiben jung. Aufbau-Verlag, Berlin 1991, ISBN 3-351-02090-2. (Seghers-Kassette 1–4)